# 펜탁스 645Z
펜탁스 645Z(Pentax 645Z)는 펜탁스가 펜탁스 645D의 후속으로 2014년 6월 27일 발매한 디지털 일안 반사식 카메라 모델이다. 중형 645 포맷에 준하는 크기의 센서를 사용하였으며, 645D와 마찬가지로 타사의 중형 디지털 카메라들에 비해 저렴한 가격인 86만 엔에 출시되었다. 또한 일반적인 35mm DSLR과 비슷한 조작감을 유지하여 기능 및 조작성에서 친숙하게 설계되었다. 특히  ISO감도가 204,800으로 대폭 상향되면서 고감도 촬영 및 라이브뷰, 동영상 기록 등의 성능이 크게 향상되었다.